# Distrito metropolitano

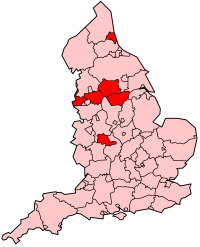
Mapa Distrito metropolitano

Um distrito metropolitano (metropolitan borough em inglês) é um tipo de distrito de governo local da Inglaterra. Criado em 1 de Abril de 1974, pela Lei do Governo Local de 1972, os distritos metropolitanos encontram-se definidos na lei inglesa como distritos metropolitanos. No entanto, todos eles receberam o estatuto de borough (assim como, em alguns casos, o estatuto de cidade). Na prática, os boroughs metropolitanos têm sido zonas de autoridades unitárias desde a abolição dos conselhos distritais metropolitanos pela Lei do Governo Local de 1985. Contudo, os boroughs metropolitanos têm muita da sua autoridade nas fronteiras conjuntas, e outros elementos que cobrem condados metropolitanos por inteiro, tal como as autoridades conjuntas.

## Lista de boroughs metropolitanos
Os 36 boroughs são:
| Condado metropolitano | Distritos metropolitanos                                                                  | Número | População do condado |
| --------------------- | ----------------------------------------------------------------------------------------- | ------ | -------------------- |
| Grande Manchester     | Manchester, Bolton, Bury, Oldham, Rochdale, Salford, Stockport, Tameside, Trafford, Wigan | 10     | 2 573 200            |
| Merseyside            | Liverpool, Knowsley, St Helens, Sefton, Wirral                                            | 5      | 1 365 000            |
| South Yorkshire       | Sheffield, Barnsley, Doncaster, Rotherham                                                 | 4      | 1 290 000            |
| Tyne and Wear         | Newcastle upon Tyne, Gateshead, South Tyneside, North Tyneside, Sunderland                | 5      | 1 089 400            |
| West Midlands         | Birmingham, Coventry, Dudley, Sandwell, Solihull, Walsall, Wolverhampton                  | 7      | 2 591 300            |
| West Yorkshire        | Leeds, Bradford, Calderdale, Kirklees, Wakefield                                          | 5      | 2 161 200            |